# Allegro (muzyka)

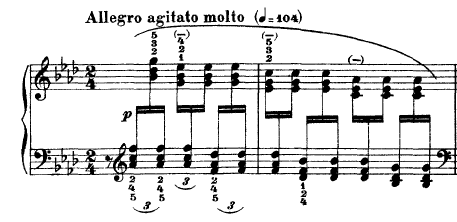
Oznaczenie tempa, w tym przypadku allegro agitato molto, ponad pięciolinią (pierwsze dwa takty Etiudy transcendentalnej nr 10 F. Liszta)

Allegro (wł. „żwawy”, „wesoły”) – umowne określenie wykonawcze szybkiego tempa w muzyce, typowo odpowiadające 100 uderzeniom na minutę. Może sugerować radosną i energiczną interpretację dzieła.
Allegro sytuuje się pomiędzy wolniejszym allegretto a szybszym vivace.
Także tytuł utworu muzycznego w tym tempie, np. pierwszej części sonaty.